# Majdalena
Majdalena é uma comuna checa localizada na região da Boêmia do Sul, distrito de Jindřichův Hradec.